# Deana Horváthová
Deana Horváthová, właśc. Deana Jakubisková-Horváthová (ur. 11 marca 1958 w Bańskiej Bystrzycy) – słowacka aktorka teatralna i filmowa scenarzystka oraz producentka filmowa, żona reżysera filmowego Juraja Jakubiska.

## Wybrana filmografia

### Aktorka

#### Filmy fabularne
- 1983: Zrelá mladosť jako Švarcová
- 1986: Zakázané uvolnenie jako Jarka
- 1989: Sedím na konári a je mi dobre jako Želmíra
- 1990: Suprement jako Marina
- 1990: Takmer ruzovy príbeh
- 1992: Lepiej być zdrowym i bogatym niż biednym i chorym jako Nona
- 1993: Chudobných rodicov syn jako wiedźma
- 1997: Niepewne wiadomości o końcu świata jako Verona
- 2008: Batory jako Darvulia
- 2010: Kajínek jako sędzina Gorecká

#### Seriale telewizyjne
- 1984: Povstalecká história jako Tilda Schramová

### Scenarzystka
- 2000: Kytice

### Producentka
- 1997: Niepewne wiadomości o końcu świata
- 2000: Kytice
- 2004: Post coitum
- 2008: Batory